# Экспортнабивткань
Арте́ль «Экспортнабивтка́нь» — предприятие, работавшее с 1875 по 1999 гг.

## История
В 1875 году московским купцом П. М. Мочаловым в Черкизово на реке Клязьме была основана ткацкая фабрика, выпускавшая люстрин, нансук и шерстяные ткани. После смерти хозяина производством недолгое время владела его вдова, Евдокия Петровна.
В 1883 году она продала фабрику московским купцам В. П. Новикову, В. Ф. Егорову и Н. И. Шишелову, имевшим в Москве торговый дом «Новиков, Егоров и К». Купцы были компаньонами по купеческому и ткацкому делу. Николай Иванович Шишелов был женат на дочери Василия Павловича Новикова Вере Васильевне.
Жители Черкизова местную ткацкую фабрику называли «фабрикой Новикова». На фабрику на заработки шли крестьяне из прилегающих деревень Каргашино, Тарасовки, Звягина, Листвян, не порывая связи с сельским хозяйством. К 1903 году на фабрике работало около 400 человек.
Приезжающим из Подмосковья работать на фабрику предоставляли жильё в бараке. Это было специально построенное одноэтажное здание, получившее в народе название «красная спальня» (здание было построено из красного кирпича), оно простояло до 1975 года.
В рабочих цехах фабрики царили грязь и антисанитария.
Охрана труда рабочих отсутствовала. Рабочий день составлял 11 часов. Работали с 6 до 18 часов с часовым перерывом на обед. Зарплату рабочим выдавали два раза в месяц. Их заработок составлял от 15 до 30 рублей в месяц.
На религиозные праздники фабрика останавливалась, рабочие получали расчёт и расходились по деревням.
В «красной спальне» был устроен фельдшерский пункт, который использовался не только работниками фабрики, но и местными жителями, как амбулатория или больница.
При фабрике на реке Клязьме работала небольшая гидроэлекторстанция, вода крутила лопасти турбины, а при надобности часть потока переключали на лоточки, двигавшие жернова мельницы. Для отвода больших вешних вод отрыли канал (сохранился). Клязьма была зарегулирована и каких-либюо наводнений не случалось.
В 1916 году после смерти Новикова фабрику возглавил сын Николая Шишелова Александр. Он был хорошим специалистом, знания по ткацкому делу он приобретал в Германии.
После 1917 года с приходом Советской власти фабрику Новикова национализировали. Директором фабрики стал Подсимов, а Николая Ивановича Шишелова оставили его заместителем. В 1922 году нового директора отстранили от должности, а фабрику закрыли в связи с нехваткой топлива. В 1923 году фабрику Новикова снова открыли, но уже порядком разграбленную.
С 1923 года фабрика Новикова преобразуется в Тарасовскую ткацкую трудовую артель, которую берёт в аренду Московская Промышленно-торговая фирма. Председателем правления артели назначается Марсель Владимирович Шабот, который проработал в этой должности до 1929 года. По данным на 1927 год в Тарасовской ткацкой трудовой артели работало 337 рабочих, 20 служащих и 9 человек обслуживающего персонала. На фабрике работало 290 станков.
В 1931 году Ткацкую трудовую артель преобразуют в артель «Экспортнабивткань». Директором назначается Александр Авдеевич Сакало. Артель немного меняет вид выпускаемой продукции.
В первое время в артели «Экспортнабивткань» работали 80 человек. Артелью выпускалось до 250 метров набивной ткани, до 100 шарфов и палантинов.
Артели нужны были специалисты по росписи и набивке рисунков на ткань, и артель стала набирать новых рабочих. Их расселяли в дачи, построенные здесь ранее купцами и «кулаками». Местные жители, работавшие ранее на фабрике, стали специализироваться в росписи тканей, учиться работать на набивочных тканях, осваивать технологию росписи шёлковых тканей.
В 1932 году в артель «Экспортнабивткань» приглашается работать уже тогда известная в стране художница Ганна Феодосиевна Собачко. Здесь, в артели, полностью раскрылся её самобытный талант в росписи тканей.
В середине 1930-х годов при артели работал радиоузел, открылся клуб, столовая, детские ясли, детский сад, здравпункт, имелось подсобное хозяйство, где разводили свиней. В артели была столярная мастерская, которая изготавливала столы 1,5х1,5 метра для набивки цветов на ткань.
Артель «Экспортнабивткань» стала выпускать продукцию на экспорт.
В 1939 году Александра Сакало переводят работать в город Москву, директором артели назначается Василий Васильевич Жирнов.
В трудные годы Великой Отечестевенной войны работа артели «Экспортнабивткань» была перестроена на выпуск продукции для фронта. Артель начинает выпускать противогазы, налаживает выпуск сигнальных военно-морских флагов для кораблей ВМФ. После окончания войны артель снова переходит на выпуск мирной продукции — платков, косынок, шарфов.
Артель осваивает новую технологию нанесения рисунка на ткань — батик. Рисунок на ткань наносят тонким слоем воска, материю опускают в краску, которая окрашивает непокрытые воском части ткани.
В 1949 году артель «Экспортнабивткань» преобразуется в промартель «Набивткань».
В начале 1950-х в артели работало около 300 человек. Артель продолжала заниматься росписью шёлковых тканей, шёлковых платков, косынок и абажуров. Эта продукция фабрики пользовалась небольшим спросом.
Работа в промысловой кооперации, в которую входила промартель «Набивткань», была непрестижной и малооплачиваемой. Промартель теряла свои кадры.
В 1952 году после передачи основного здания промартели «Набивткань» Высшей школе промысловой кооперации работающих в промартели переводят в помещение гаража, который переоборудывают для росписи тканей.
29 марта 1960 года промартель «Набивткань» постановлением Совета министра РСФСР от 24 сентября 1960 года становится Государственным предприятием Тарасовской фабрикой «Набивткань».
В середине 1960-х годов фабрика «Набивткань» переходит в подчинение фирмы «Весна», находящейся в городе Щёлково, и становится её филиалом. В цехе, ставшим филиалом, осталось работать около 150 человек. Этот цех продолжал выпуск платков и косынок, раскраска которых велась вручную, по трафаретам.
В 1980 году в артель поступил последний крупный заказ, когда надо было расписать 50000 платков и шарфиков с яркой символикой для Олимпиады-80.
В 1991 году цех росписи тканей преобразуется в коммерческую фирму «Ганна», тем самым сохраняя память о самобытной художнице Ганне Шостак, много лет жизни отдавшей работе в артели «Экспортнабивткань».
| ФИО директора                                         | Срок должности | События |
| ----------------------------------------------------- | -------------- | --- |
| Мочалов П. М.                                         | 1875—1883      | В Черкизово открывается ткацкая фабрика |
| Новиков, Василий Павлович и Шишелов, Николай Иванович | 1883—1916      | Начало новой жизни ткацкой фабрики |
| Шишелов, Александр Николаевич                         | 1916—1917      | |
| Подсимов — -                                          | 1917—1922      | |
| Шабот, Марсель Владимирович                           | 1923—1929      | Ткацкая фабрика преобразуется в Тарасовскую ткацкую трудовую артель                                                                                           |
| Сакало, Александр Авдеевич                            | 1931—1939      | Ткацкая трудовая артель преобразуется в артель «Экспортнабивткань», в артель приходит работать Ганна Шостак, количество продукции и работников увеличивается. |
| Жирнов, Василий Васильевич                            | 1939—1952      | Артель «Экспортнабивткань» преобразуется в промартель «Набивткань», промартель осваивает новые технологии.                                                    |
| Гаврилов, Павел Иванович                              | 1952—1991      | Промартель становится филиалом фирмы «Весна», переходит в бывшее здание гаража, количество кадров понижается до 150 человек.                                  |

## Награды
- Почётная премия на Юбилейной выставке промкооперации (1932)
- Второе место в системе Мостекстильсоюза (1934)
- Почётная грамота (1934)

## Интересные факты
- Одним из самых популярных мест в Черкизово, изображённых на юбилейных почтовых карточках 1911 года, являлась фабрика Новикова.